# 엘리스 크리스티
엘리스 크리스티(영어: Elise Christie, 1990년 8월 13일~)는 영국의 여자 쇼트트랙 선수이다.
2010년 동계 올림픽에 참가하여 500m에서 11위, 1000m에서 19위, 1500m에서 20위를 기록하였다. 2010년 독일 드레스덴에서 열린 유럽 쇼트트랙 선수권 대회에서 1500m와 3000m에서 은메달을 차지하였고 종합점수 동메달을 차지하였다.
2013년 스웨덴 말뫼에서 열린 유럽 쇼트트랙 선수권 대회에서 1500m와 1000m를 우승하였다.
2013년 헝가리 데브레첸에서 열린 세계 쇼트트랙 선수권 대회에서 크리스티는 1000m에서 동메달을 차지하였다. 게다가 크리스티는 2012-13 월드컵 시즌에 1000m 챔피언이었다.
2014년 동계 올림픽에서 500m 결승전에 출전하였지만, 이탈리아 선수 아리안나 폰타나와 충돌하여 실격을 당했다.

## 같이 보기
- 2018년 동계 올림픽 쇼트트랙